# Autodromo Enzo e Dino Ferrari
Autodromo Enzo e Dino Ferrari, eller Autodromo Internazionale Enzo e Dino Ferrari, är en racerbana i Imola, cirka 30 km sydost om Bologna, i Italien. Banan kallas ofta endast ”Imola”.

## Historik
Banan är främst känd för San Marinos Grand Prix, som kördes här säsongerna 1981–2006. Det första formel 1-loppet här var dock Italiens Grand Prix 1980. Säsongerna 2005–2006 kördes även GP2 på Imolabanan.
Banan genomgick under 2007 till 2009 stora ombyggnationer, där bland annat hela depån och depåbyggnaden revs och byggdes om. Även genomgående renoveringar av banområdet genomförs. Man har även planer på att helt och hållet ta bort den avslutande chikanen precis innan start och mål. Detta skulle medföra en längre raka från Rivazza till den inledande kurvan Tamburello. Man har stora förhoppningar om att återfå sin plats i F1-kalendern.
Under 2020 kördes Formel 1 i Italien vid tre tillfällen och ett av dem på Imola, under namnet Emilia-Romagnas Grand Prix 2020. Loppet på Imola kördes även säsongen 2021.

## F1-vinnare
| Säsong | Förare                         | Tillverkare      |
| ------ | ------------------------------ | ---------------- |
| 2024   | Max Verstappen                 | Red Bull         |
| 2023   | Inställt p.g.a. översvämningar |                  |
| 2022   | Max Verstappen                 | Red Bull         |
| 2021   | Max Verstappen                 | Red Bull         |
| 2020   | Lewis Hamilton                 | Mercedes         |
| 2006   | Michael Schumacher             | Ferrari          |
| 2005   | Fernando Alonso                | Renault          |
| 2004   | Michael Schumacher             | Ferrari          |
| 2003   | Michael Schumacher             | Ferrari          |
| 2002   | Michael Schumacher             | Ferrari          |
| 2001   | Ralf Schumacher                | Williams-BMW     |
| 2000   | Michael Schumacher             | Ferrari          |
| 1999   | Michael Schumacher             | Ferrari          |
| 1998   | David Coulthard                | McLaren-Mercedes |
| 1997   | Heinz-Harald Frentzen          | Williams-Renault |
| 1996   | Damon Hill                     | Williams-Renault |
| 1995   | Damon Hill                     | Williams-Renault |
| 1994   | Michael Schumacher             | Benetton-Ford    |
| 1993   | Alain Prost                    | Williams-Renault |
| 1992   | Nigel Mansell                  | Williams-Renault |
| 1991   | Ayrton Senna                   | McLaren-Honda    |
| 1990   | Riccardo Patrese               | Williams-Renault |
| 1989   | Ayrton Senna                   | McLaren-Honda    |
| 1988   | Ayrton Senna                   | McLaren-Honda    |
| 1987   | Nigel Mansell                  | Williams-Honda   |
| 1986   | Alain Prost                    | McLaren-TAG      |
| 1985   | Elio de Angelis                | Lotus-Renault    |
| 1984   | Alain Prost                    | McLaren-TAG      |
| 1983   | Patrick Tambay                 | Ferrari          |
| 1982   | Didier Pironi                  | Ferrari          |
| 1981   | Nelson Piquet                  | Brabham-Ford     |
| 1980   | Nelson Piquet                  | Brabham-Ford     |

## GP2-vinnare
| Säsong | Heat 1            | Heat 2       |
| ------ | ----------------- | ------------ |
| 2006   | Gianmaria Bruni   | Ernesto Viso |
| 2005   | Heikki Kovalainen | Adam Carroll |